# ويليام ريبلي براون
ويليام ريبلي براون هو قاضي ومحامي وسياسي أمريكي، ولد في 16 يوليو 1840 في بوفالو في الولايات المتحدة، وتوفي في 3 مارس 1916 في كانساس سيتي في الولايات المتحدة. نشط حزبياً في الحزب الجمهوري. وقد انتخب عضو مجلس النواب الأمريكي ‏.